# Microascus caviariformis
Microascus caviariformis är en svampart som beskrevs av Malloch & Hubart 1987. Microascus caviariformis ingår i släktet Microascus och familjen Microascaceae.   Inga underarter finns listade i Catalogue of Life.